# エイバル
エイバル（バスク語: Eibar、スペイン語: :Éibar）は、スペイン・バスク州ギプスコア県のムニシピオ（基礎自治体）。公式名はバスク語表記のEibar。

## 地理
エイバルはデバ川盆地にあり、ビスカヤ県と接している。エゴ川に面しており、アラーテ、アコンディア、ウルコなど山地に周囲を囲まれている。

## 社会

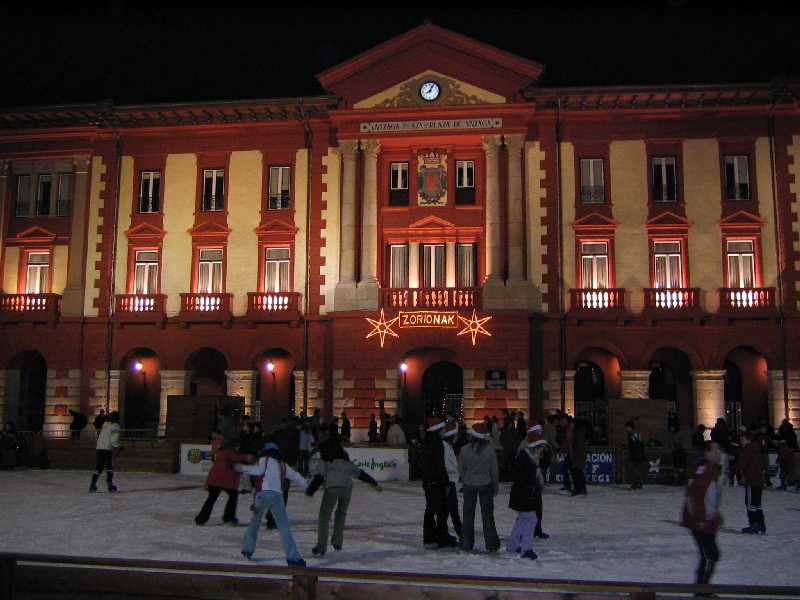
ウンツァガ広場と市庁舎

産業と労働は、エイバル住民が常に誇りとしている。産業とは、歴史的に武器製造である。このために別称でシウダー・アルメラ（Ciudad Armera、鉄砲工の都市）と呼ばれている。バスク大学の工業技術工学学校が所在する。 
エイバルの武器製造に触れている最古の文献は1481年のものである。それ以前から、鉄の製造は地域の重要な経済活動であった。近接するプラセンシア・デ・ラス・アルマスに王立武器工場ができてから20世紀初頭の産業革命までの間の経済沸騰が、現在のエイバル住民の特異性を形成した。最初は鍛冶場で、後には共同の工房（自宅を兼ねていた）がエイバル経済の基盤であり続けてきた。製品を作り上げる過程での様々な義務の履行は、人々の間での助け合いや平等主義を生み出した。労働組合運動がマルクス主義と融合される以前から、エイバルはリベラルであった。カルリスタ戦争でバスクの多くの自治体がカルリスタ軍に従った中で、自由主義を掲げる政府軍についた。

## 歴史

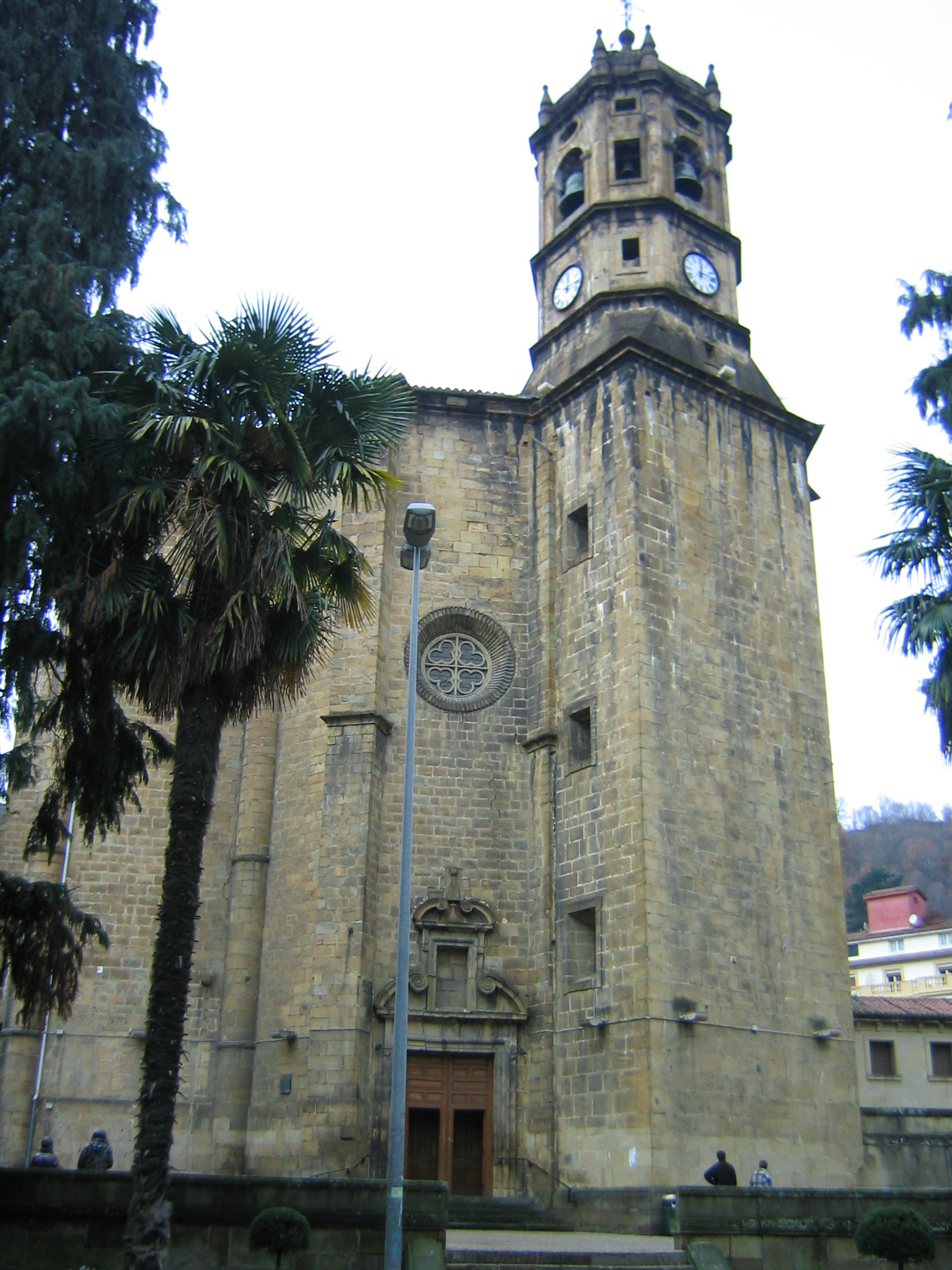
サン・アンドレス教会

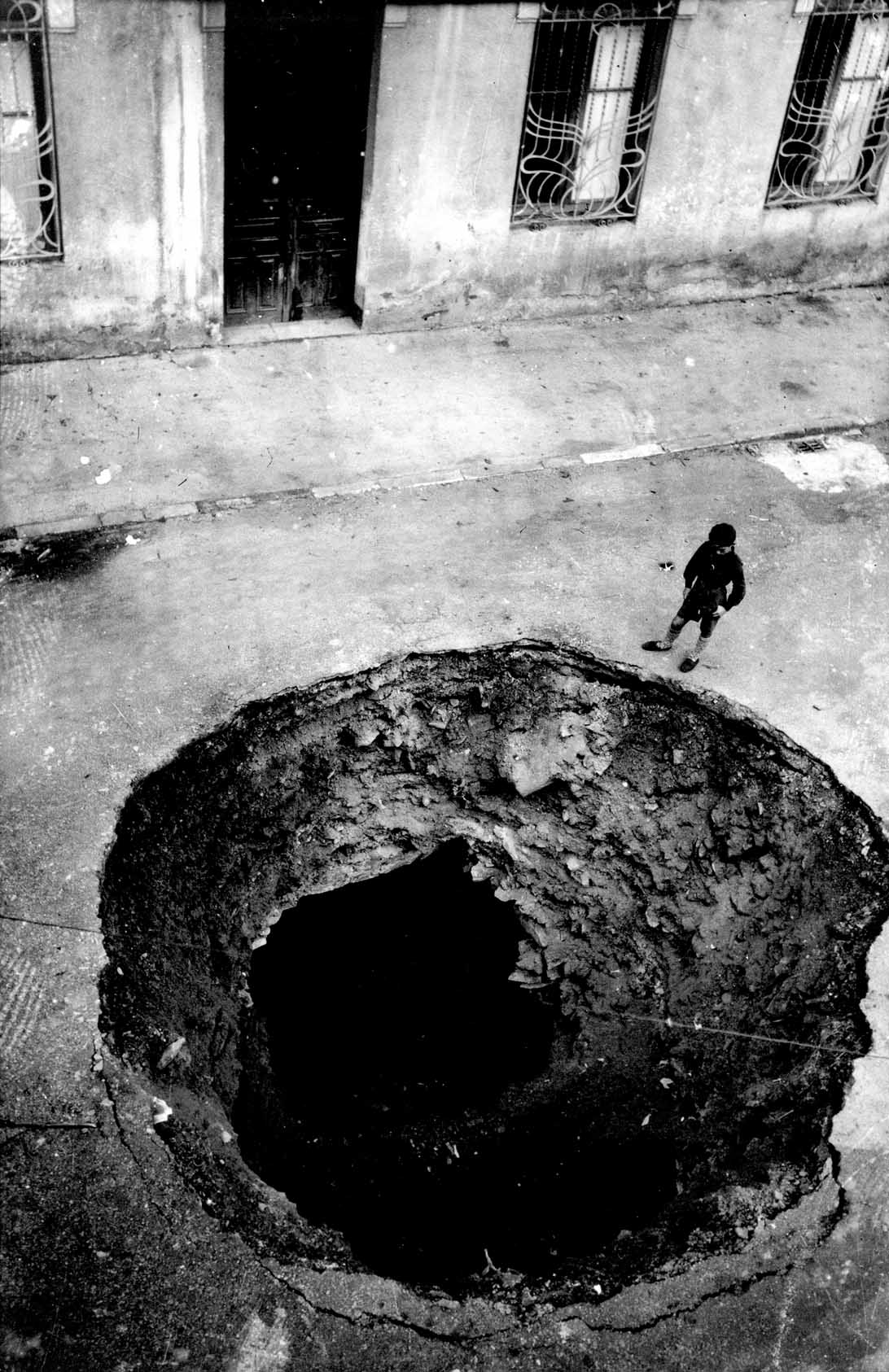
スペイン内戦中の爆撃跡

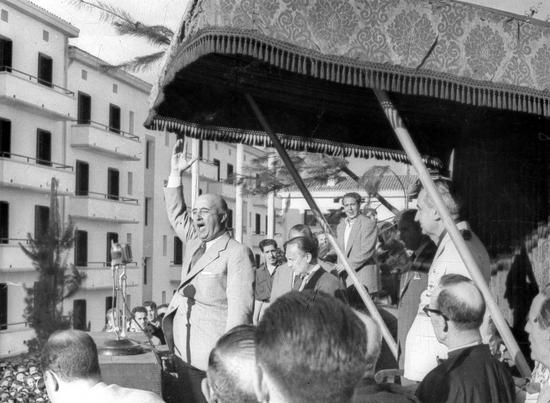
1949年、エイバルを訪問したフランコ

エイバル近郊で発見された遺跡から、エイバルには新石器時代から定住地があったことが証明されている。ローマ人たちがこの地域を征服したときには、カンタブリア人またはケルト人、ヴァスコン人と関連があるのではないかとされるカリスティオス族（es）が暮らしていた。ローマ人はデバ川谷にコンウェントゥス・デ・クルニア（conventus de Clunia）という政治形態をもうけ、これは西ゴート王国時代まで存続した。
デバ川谷のエイバル近郊がパンプローナ王国に従うようになり（のちにはナバラ王国領）、ドゥランゲサド郡に含まれた。この地域がギプスコアとビスカヤ領の境界となると、線で分断された両側はマルキナ（Marquina）と呼ばれた。デバ川谷はマルキナ・デ・ユソ、マルキナ・デ・スソとして定義された。マルキナ・デ・スソの地にサン・アンドレスのアンテイグレシアが設置され、修道院の概念を持っていた。エイバルが初めて歴史上に名が現れるのは1193年である。1346年、アルフォンソ11世がサン・アンドレスの教区に町としての特権を与えた。新しい町はビリャヌエバ・デ・サン・アンドレス・デ・エイバル（Villanueva de San Andrés de Heybar）と呼ばれた。末尾のエイバルは、EhibarまたはHeybarの綴りで15世紀末に現れている。
Eibarとは、後半の-ibarがバスク語で谷を意味する。先頭のEは、エゴ川（Rio Ego）からとられたという説がある。
19世紀の産業革命で新たに国際的な労働組合運動や社会主義がもたらされた。1897年にエイバルの労働者たちは初めてストライキを行った。1931年4月14日、エイバルにてスペイン共和国誕生が宣言された。この時に、『非常に典型とされるべき都市』（Muy Ejemplar Ciudad）と贈り名された。
1887年には鉄道がエイバルに到達し、多くの路線がエイバルを通過した。
スペイン内戦では、エイバルは『荒廃地域』（región devastada）であると宣言するほど、事実上市全体が破壊された。再建が主な産業の発達を促し、わずか数年で人口は4万人を超えた。

## 政治
| 政党                                               | 2015    | 2015 | 2011    | 2011 | 2007    | 2007 |
| 政党                                               | 得票率  | 議席 | 得票率  | 議席 | 得票率  | 議席 |
| バスク社会党 (PSE-EE)                              | 41.88 % | 10   | 35.40 % | 9    | 48.10 % | 11   |
| エウスカル・エリア・ビルドゥ (EH Bildu) / ビルドゥ | 24.02 % | 5    | 25.88 % | 6    | -       | -    |
| バスク民族主義党 (EAJ-PNV)                         | 21.17 % | 5    | 18.49 % | 4    | 22.19 % | 5    |
| イラバシ                                           | 6.76 %  | 1    | -       | -    | -       | -    |
| 国民党 (PP)                                        | 4.13 %  | 0    | 7.83 %  | 2    | 8.30 %  | 1    |
| アララール                                         | -       | -    | 4.49 %  | 0    | -       | -    |
| バスク統一左翼 (EB-B)                              | -       | -    | 4.04 %  | 0    | -       | -    |
| アマイカバット (H1!)                               | -       | -    | 2.11 %  | 0    | -       | -    |
| バスク統一左翼/アララール (EB-B/A)                 | -       | -    | -       | -    | 10.61 % | 2    |
| バスク連帯 (EA)                                    | -       | -    | -       | -    | 9.24 %  | 2    |

### 首長
| 任期      | 首長名                                        | 政党            |
| --------- | --------------------------------------------- | --------------- |
| 1979–1983 | Mikel Larrañaga Mandiola                      | PNV             |
| 1983–1987 | Jesús María Agirre Arriola                    | PNV             |
| 1987–1991 | Aurora Bascaran Martínez                      | PSE-PSOE        |
| 1991–1995 | Aurora Bascaran Martínez(91-93) Iñaki Arriola | PSE-PSOE PSE-EE |
| 1995–1999 | Iñaki Arriola                                 | PSE-EE          |
| 1999–2003 | Iñaki Arriola                                 | PSE-EE          |
| 2003–2007 | Iñaki Arriola                                 | PSE-EE          |
| 2007–2011 | Iñaki Arriola                                 | PSE-EE          |
| 2011–2015 | Miguel de los Toyos Nazabal                   | PSE-EE          |
| 2015–2019 | Miguel de los Toyos Nazabal                   | PSE-EE          |
| 2019–2023 | n/d                                           | n/d             |
| 2023–     | n/d                                           | n/d             |

## 人口
| エイバルの人口推移 1900－2015                           |
|                                                         |
| 出典:INE（スペイン国立統計局）1900年 - 1991年、1996年 - |

## 経済
農業は、家族経営で畜産が行われる。また林業も行われる。製造業は武器の他、自転車製造や縫製機械の製造がある。オルベア、ランブレッタのような工場がある。武器を装飾する目的で19世紀に導入された象嵌が伝統的に職人の手で行われる。

## 交通
道路
ビルバオからサン・セバスティアンを通ってスペイン＝フランス国境に至るAP-8号線がエイバルを通っており、N-634号線がAP-8号線に並行している。AP-1号線がエイバルとビトリア＝ガステイスを結んでいる。AP-8号線とAP-1号線はエイバルの東に位置するマルサガ・ジャンクションで接続している。
バス
主にギプスコア県内で運行されるルラルデバスの路線バスが、エイバルとデババレーナの他地域、サン・セバスティアン、ビトリア＝ガステイス、ビルバオ空港を結んでいる。主にビスカヤ県内で運行されるビスカイバスの路線バスが、エイバルとビルバオ、ビスカヤ県の他地域を結んでいる。エイバルではウダルバスと呼ばれる都市バスも運行されている。
鉄道
ビルバオ＝アチュリ駅とサン・セバスティアンのアマラ駅を結ぶバスク鉄道の狭軌線がエイバルを通っている。エルムアからエイバルを通ってエルゴイバルまでの区間はその両側に比べて列車本数が増える。

## スポーツ
サッカー

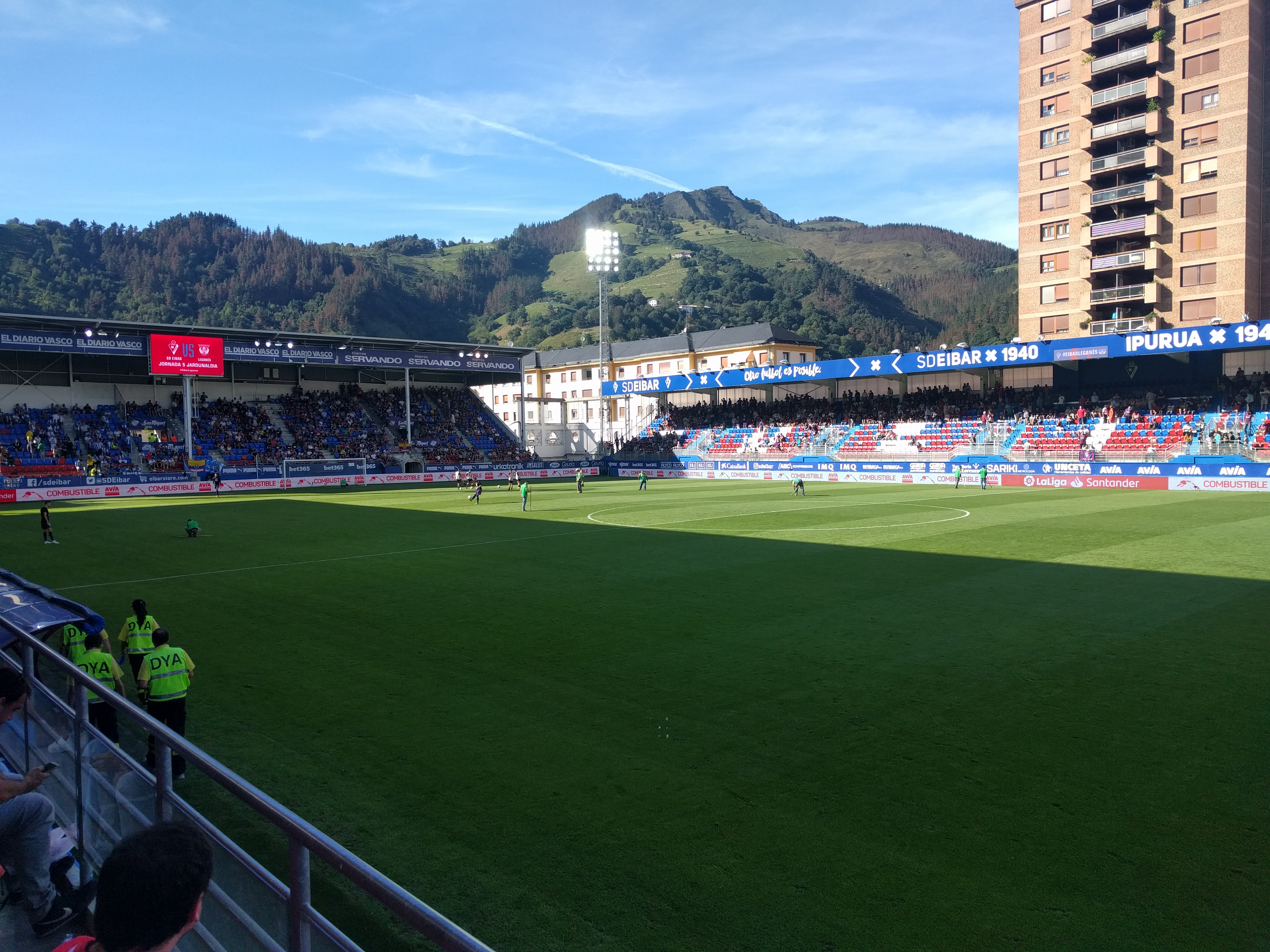
SDエイバルのホームスタジアムであるイプルーア

サッカークラブのSDエイバルが所在する。SDエイバルは2013-14シーズンにセグンダ・ディビシオン（2部）で優勝し、クラブ初のプリメーラ・ディビシオン（1部）昇格を決めた。2014-15シーズンのプリメーラ・ディビシオンで、本拠地人口の点でエイバルはリーグ最小だった。SDエイバルは市営のエスタディオ・ムニシパル・デ・イプルーアをホームスタジアムとしている。
バスク・ペロタ
バスク・ペロタのアステレーナ競技場が所在する。アステレーナ競技場は「ハンド・ペロタの大聖堂」という愛称を持ち、1904年に開場した。サン・セバスティアンのアターノ3世競技場、ビトリア＝ガステイスのオグエタ競技場などとともに、バスク・ペロタの主要な競技場（フロントン）のひとつである。1946年の初開催以来、9度にわたってカンペオナート・マノマニスタ（全国リーグの素手部門1部リーグ）の決勝大会が開催された。また、1992年にはクアトロ・イ・メディオ・バスク選手権の決勝大会が開催された。
自転車ロードレース
1952年、エイバルにあるエイバレサ自転車クラブはビシクレタ・エイバレサを初めて主催した。このレースは1969年にバスク一周と統合されたが、1991年からはエウスカル・ビシクレタという名称で復活した。UCIワールドツアーに組み込まれているバスク一周（6ステージ）において、2009年以降、エイバルはステージのゴール地点に設定されており、通常はアルト・デ・アラテを登ってからエイバルを目指す。また、2008年以前はUCIヨーロッパツアーに組み込まれているエウスカル・ビシクレタの伝統的なゴール地点だった。1972年、1974年、2012年には、アラテの山登りがブエルタ・ア・エスパーニャのルートに含まれた。

## 姉妹都市
- イェクラ、スペイン
- ビラリーニョ・デ・ラマ・マ、スペイン

## 出身人物
- フランシスコ・デ・イバラ – 探検家・コンキスタドール。メキシコのビクトリア・デ・ドゥランゴの建設者。
- マルティン・イグナシオ・デ・ロヨラ[8] – 16世紀後半に活動したフランシスコ会の修道士・探検家。
- フアン・アントニオ・モヘル – 著作家。
- イグナシオ・スロアガ – 画家。
- アルベルト・オルマエチェア – サッカー選手・サッカー指導者。
- アグスティン・ギサソラ - サッカー選手、元スペイン代表。
- マイデル・カスティーリョ - 女子サッカー選手。
- ルイス・アランベリ – 政治家・ジャーナリスト。
- ハビエル・アギーレサロベ – 写真家。
- コルド・スアソ – 言語学者。
- マイテ・スニガ – 陸上競技選手（中距離）。
- ペドロ・オリーリョ – 自転車競技選手。
- マルケル・スサエタ - サッカー選手、元スペイン代表。